# Appagowdanahalli, Alur
Appagowdanahalli là một làng thuộc tehsil Alur, huyện Hassan, bang Karnataka, Ấn Độ.